# Gorik van Kamerijk

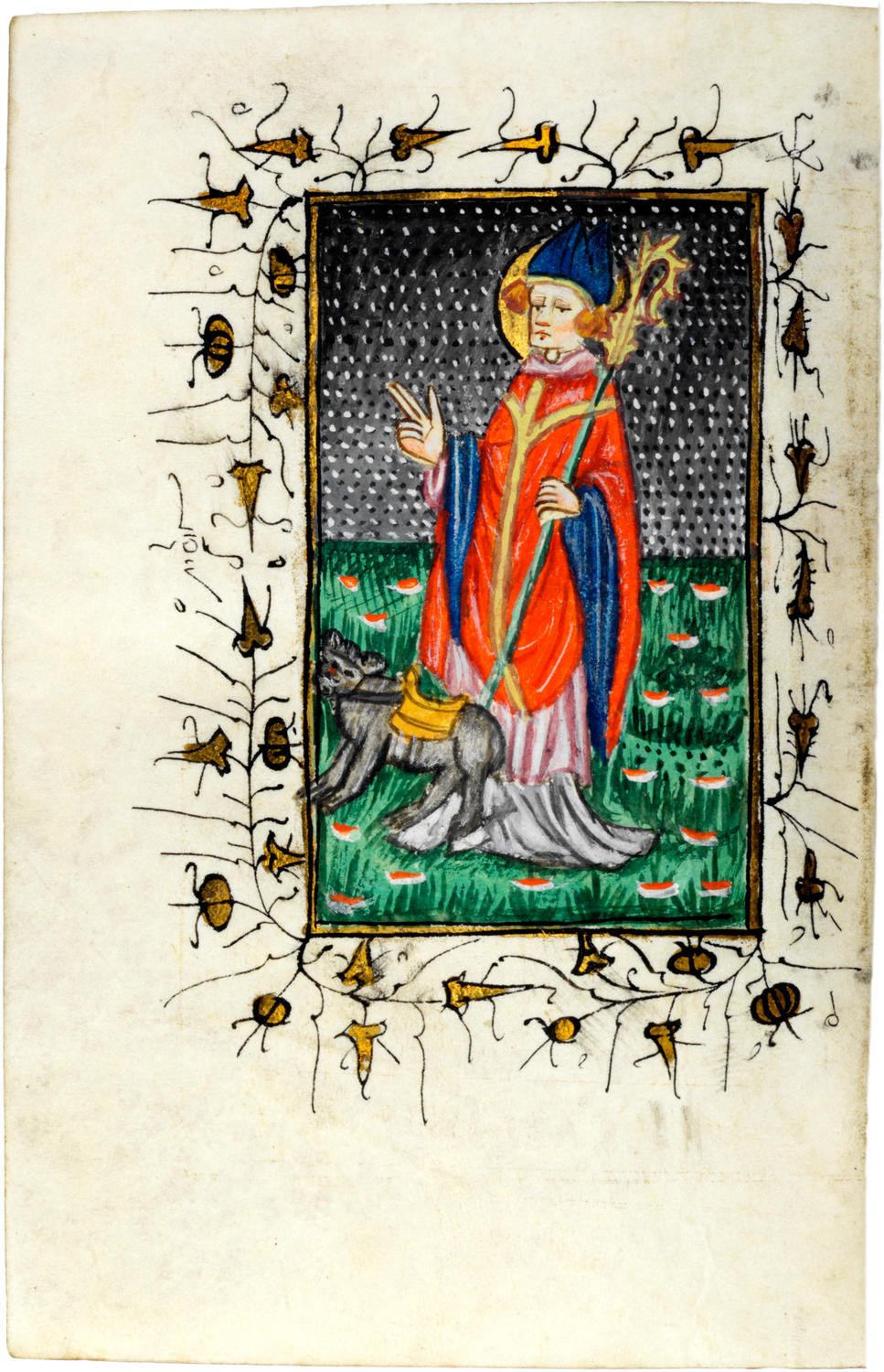
Sint Gorik als verluchting in het het Getijdenboek van Reynegom, collectie KBS

Gorik van Kamerijk (Latijn: Gaugericus; Frans: Géry; Waals: Djèri) (Carignan, ca. 550 – Kamerijk, 11 augustus, ca. 626) was een katholiek heilige, bisschop van Kamerijk. 

## Levensloop
Volgens de traditie was Gorik een kind van Gaudentius en Austadiola en werd hij geboren in het toenmalige Eposium, nu grondgebied Carignan in de Franse Ardennen. Gorik werd diaken van Trier en rond 585 bisschop van Kamerijk-Atrecht, met instemming van de Merovingische vorst Childebert II. Zijn wijding gebeurde door bisschop Egidius van Reims.
Gorik bestreed het heidendom en richtte verschillende kerken op. Hij onderhield nauwe betrekkingen met koning Chlothar II en nam deel aan het algemeen concilie van Parijs in 614. Hij werd begraven in de door hem gestichte Sint-Medarduskerk in Kamerijk.

## Verering
De verering van Gorik begon onmiddellijk na zijn dood. Zijn feestdag is vermeld in het martyrologium van Hrabanus Maurus.
Relieken van Gorik zijn geschonken aan de abdij van Liessies, de Collégiale Saint-Pierre van Douai, de Sint-Donaaskathedraal van Brugge, Carignan, Valenciennes, Kamerijk, Atrecht, Bieren en Brussel. 
In België is (of was) hij de beschermheilige van kerken in Brussel, Kobbegem, Sint-Goriks-Oudenhove, 's-Gravenbrakel, Roosbeek, Limelette, Haaltert, Pamel, Ronquières, Roucourt, Houdeng-Goegnies en Blaregnies.